# هیده‌توشی ناکامورا
هیده‌توشی ناکامورا (انگلیسی: Hidetoshi Nakamura; ۱۲ ژوئیهٔ ۱۹۵۴ – ۲۴ دسامبر ۲۰۱۴) صداپیشگی در ژاپن، و بازیگر اهل ژاپن بود.